# Championnats du monde de gymnastique artistique 1970
Navigation
Édition précédente Édition suivante
Les 17e championnats du monde de gymnastique artistique ont eu lieu à Ljubljana.

## Résultats hommes

### Concours par équipes
| 1st | Japon Takuji Hayata, Fumio Honma, Takeshi Katō, Eizo Kenmotsu, Akinori Nakayama, Mitsuo Tsukahara              | 571.100 |
| 2nd | USSR Georgi Bogdanov, Sergey Diomidov, Valery Karasyov, Viktor Klimenko, Viktor Lissizki, Michail Voronin      | 564.350 |
| 3rd | Allemagne de l'Est Matthias Brehme, Gerhard Dietrich, Klaus Köste, Peter Kunze, Bernd Schiller, Wolfgang Thüne | 553.150 |

### Concours général individuel
| 1st | Eizo Kenmotsu (JPN)    | 115.050 |
| 2nd | Mitsuo Tsukahara (JPN) | 113.850 |
| 3rd | Akinori Nakayama (JPN) | 113.800 |

### Finales par engins

#### Sol
| 1st | Akinori Nakayama (JPN) | 19.025 |
| 2nd | Eizo Kenmotsu (JPN)    | 18.975 |
| 3rd | Takeshi Katō (JPN)     | 18.900 |

#### Cheval d'arçon
| 1st | Miroslav Cerar (YUG)  | 19.375 |
| 2nd | Eizo Kenmotsu (JPN)   | 19.325 |
| 3rd | Viktor Klimenko (URS) | 19.050 |

#### Anneaux
| 1st | Akinori Nakayama (JPN) | 19.400 |
| 2nd | Mitsuo Tsukahara (JPN) | 19.250 |
| 3rd | Mikhail Voronin (URS)  | 19.225 |

#### Saut de cheval
| 1st | Mitsuo Tsukahara (JPN) | 19.125 |
| 2nd | Viktor Klimenko (URS)  | 19.000 |
| 3rd | Takeshi Katō (JPN)     | 18.600 |

#### Barres parallèles
| 1st | Akinori Nakayama (JPN) | 19.400 |
| 2nd | Eizo Kenmotsu (JPN)    | 19.250 |
| 2nd | Mikhail Voronin (URS)  | 19.250 |

#### Barre fixe
| 1st | Eizo Kenmotsu (JPN)    | 19.475 |
| 2nd | Akinori Nakayama (JPN) | 19.375 |
| 3rd | Klaus Köste (GDR)      | 19.350 |
| 3rd | Takuji Hayata (JPN)    | 19.350 |

## Résultats femmes

### Concours par équipe
| 1st | USSR               | Lyubov Burda                  | 380.650 |
| 1st | USSR               | Olga Karaseva                 | 380.650 |
| 1st | USSR               | Tamara Lazakovich             | 380.650 |
| 1st | USSR               | Larissa Petrik                | 380.650 |
| 1st | USSR               | Ludmilla Tourischeva          | 380.650 |
| 1st | USSR               | Zinaida Voronina              | 380.650 |
| 2nd | Allemagne de l'Est | Angelika Hellmann             | 377.750 |
| 2nd | Allemagne de l'Est | Karin Janz                    | 377.750 |
| 2nd | Allemagne de l'Est | Marianne Noack                | 377.750 |
| 2nd | Allemagne de l'Est | Richarda Schmeißer            | 377.750 |
| 2nd | Allemagne de l'Est | Christine Schmitt             | 377.750 |
| 2nd | Allemagne de l'Est | Erika Zuchold                 | 377.750 |
| 3rd | Tchécoslovaquie    | Soňa Brázdová                 | 371.900 |
| 3rd | Tchécoslovaquie    | Luba Krasna                   | 371.900 |
| 3rd | Tchécoslovaquie    | Hana Lišková                  | 371.900 |
| 3rd | Tchécoslovaquie    | Marianna Némethová-Krajčírová | 371.900 |
| 3rd | Tchécoslovaquie    | Bohumila Řimnáčová            | 371.900 |
| 3rd | Tchécoslovaquie    | Marcella Váchová              | 371.900 |

### Concours général individuel
| 1st | Ludmilla Tourischeva (URS) | 77.050 |
| 2nd | Erika Zuchold (GDR)        | 76.450 |
| 3rd | Zinaida Voronina (URS)     | 76.150 |

### Finales par engins

#### Saut
| 1st | Erika Zuchold (GDR)        | 19.450 |
| 2nd | Karin Janz (GDR)           | 19.350 |
| 3rd | Ludmilla Tourischeva (URS) | 19.300 |
| 3rd | Lyubov Burda (URS)         | 19.300 |

#### Barres asymétriques
| 1st | Karin Janz (GDR)           | 19.550 |
| 2nd | Ludmilla Tourischeva (URS) | 19.450 |
| 3rd | Zinaida Voronina (URS)     | 19.300 |

#### Poutre
| 1st | Erika Zuchold (GDR)     | 19.200 |
| 2nd | Cathy Rigby (USA)       | 19.050 |
| 3rd | Christine Schmitt (GDR) | 18.900 |
| 3rd | Larissa Petrik (URS)    | 18.900 |

#### Sol
| 1st | Ludmilla Tourischeva (URS) | 19.650 |
| 2nd | Olga Karaseva (URS)        | 19.525 |
| 3rd | Zinaida Voronina (URS)     | 19.375 |

## Tableau des médailles
| Rang | Nation             | Or | Argent | Bronze | Total |
| ---- | ------------------ | -- | ------ | ------ | ----- |
| 1    | Japon              | 7  | 6      | 4      | 17    |
| 2    | USSR               | 3  | 5      | 8      | 16    |
| 3    | Allemagne de l'Est | 3  | 3      | 3      | 9     |
| 4    | Yougoslavie        | 1  | 0      | 0      | 1     |
| 5    | États-Unis         | 0  | 1      | 0      | 1     |
| 6    | Tchécoslovaquie    | 0  | 0      | 1      | 1     |